# Lucio Cornelio Maluginense Uritino
Lucio Cornelio Maluginense Uritino  fue cónsul romano en el año 459 a. C. con Quinto Fabio Vibulano.

## Familia
Lucio Cornelio es un representante de la rama Maluginense de la gens Cornelia y fue padre del cónsul del año 436 a. C., Marco Cornelio Maluginense.

## Carrera política
Los cónsules del año 459 a. C. llevaron la guerra en contra de los volscos y los ecuos con éxito. Según algunos relatos, Maluginense tomó Antium, antigua capital de los volscos, que le dio el derecho a un triunfo por esta victoria.
Es mencionado como uno de los defensores en el Senado del segundo decenvirato en 449 a. C., porque su hermano Marco era uno de sus integrantes.